# Центр сповіщень
Центр сповіщень — це функція в iOS, iPadOS та macOS, яка забезпечує огляд попереджень, повідомлень і нагадувань від додатків . Він відображає сповіщення, доки користувач не виконає відповідну дію, і не вимагає миттєвого реагування. Користувачі можуть вибрати, які програми відображатимуться в Центрі сповіщень і як з ними обходитись. Спочатку випущений з iOS 5 у жовтні 2011 року, Центр сповіщень був доступний на Mac як частина OS X Mountain Lion у липні 2012 року.

## Особливості
Центр повідомлень був випущений в iOS 5, щоб замінити попередню систему роботи з push-повідомленнями та локальними сповіщеннями. Замість того, щоб переривати користувача попередженням, Центр сповіщень замість цього відображає банер у верхній частині екрана. Це дозволяє користувачеві продовжувати користуватися своїм пристроєм, сповіщення зникає з екрану через встановлений проміжок часу. Усі попередні сповіщення збираються в панель Центру сповіщень, яку можна відобразити в iOS та iPadOS, перетягнувши вниз із рядка стану, та в macOS, натиснувши піктограму центру сповіщень праворуч на панелі меню у верхній частині екрана (або за допомогою жестів трекпада, проводячи пальцем справа наліво). Користувач може вибрати сповіщення, яке перенаправляє користувача до програми, де спочатку було створено сповіщення, і позначає це попередження як прочитане. Після прочитання повідомлення видаляється з панелі. Користувачі можуть також видаляти сповіщення, не читаючи їх, видаляючи окремі сповіщення або відхиляючи всі попередження програми з програми, яка їх генерує. Коли пристрій iOS заблоковано, на екрані блокування з’являються нові сповіщення, і користувачі можуть отримати доступ до програми, що генерує попередження, проводячи пальцем піктограму програми зліва направо вздовж сповіщення.
Центр сповіщень на macOS також включає віджети Weather та Stocks, що відображають інформацію про погоду в поточному місцезнаходженні користувача та будь-які оновлення акцій, які користувач вибрав у програмі Stocks. Ця функція була недоступна на iPad або macOS до випуску iOS 7, який додав віджет "Погода" до Центру сповіщень iPad. Користувачі також могли вибрати опцію для відображення кнопок Twitter і Facebook, що дозволяє їм надсилати твіти або оновлювати свій статус безпосередньо з Центру сповіщень. Однак у iOS 7 опцію надсилання твітів або оновлення статусів Facebook було вилучено та замінено віджетами.
Будь-яка програма, яка використовує систему push-сповіщень, надану Apple, або локальні сповіщення, може використовувати Центр сповіщень. Користувачі можуть налаштувати те, що вони хочуть відображатись у Центрі сповіщень, і можуть зупинити появу певних програм у центрі або надсилання сповіщень на їх екран.
Користувачі macOS можуть також вимкнути сповіщення та банери на день, припиняючи появу сповіщень на екрані. Цього можна досягти, відкривши панель Центру сповіщень, прокрутивши вгору та увімкнувши режим «Не турбувати», утримуючи клавішу Option, одночасно натискаючи піктограму Центру сповіщень на панелі меню, або в системних налаштуваннях. Однак будь-які сповіщення, надіслані протягом цього часу, все ще відображаються на панелі Центру сповіщень. Подібна послуга включена в iOS 6 як частина функції "Не турбувати".